# Stanislav Kaczmarczyk
Stanislav Kaczmarczyk (11. září 1936, Vělopolí – 26. dubna 2021, Český Těšín) byl český evangelický kazatel a spisovatel.

## Biografie
V letech 1955 až 1959 studoval teologii na Evangelické bohoslovecké fakultě v Modre. Po hornické brigádě na Dole 1. máj v Karviné absolvoval povinnou dvouletou vojenskou službu. Od roku 1962 pracoval v duchovenské službě ve Slezské církvi evangelické a. v. ve farním sboru v Komorní Lhotce. Koncem roku 1974 mu byl komunistickou vrchností odňat státní souhlas k vykonávání duchovenské činnosti pro velmi aktivní práci s mladou generací ve sboru. V letech 1975 až 1983 pracoval v tiskárně Tisk v Českém Těšíně, nejprve jako pomocný dělník a pak jako řidič nákladního auta pro odvážení smetí na smetiště. Od června 1983 působil jako farář ČCE v evangelickém sboru ve Štramberku. Od ledna roku 1990 působil v Evangelickém sboru a. v. ČCE v Českém Těšíně Na Rozvoji. V letech 1993 až 2006 přednášel na Katedře křesťanské výchovy na Pedagogické fakultě Ostravské univerzity. 4 roky působil jako předseda Rady TWR-C v České republice a pak několik let jako člen Rady. Od založení Dětské misie v České republice byl dlouholetým členem Rady a dlouhou dobu byl také jejím předsedou. Působil jako hostující lektor pro vzdělávání pracovníků Dětské misie na Slovensku. 16 let pracoval jako člen Evangelizačního odboru při Synodní radě ČCE.
Byl ženatý, s manželkou Olgou žil od roku 1961. Měli dva syny. Starší syn Vladislav pracuje jako inženýr-programátor, mladší syn Daniel je magistrem teologie a pracuje jako ředitel Wycliffovy misie v ČR. Měl šest vnoučat.

## Publikační dílo
- Slova naděje
- Probuzenská hnutí na Těšínském Slezsku
- Křesťanské společenství na Těšínsku (2005)
- Chceš být vítězem?
- Život a dílo Kristíny Royové (2005)
- Cestou pravdy (2006)
- 300 let Ježíšova chrámu v Těšíně (2009)
- Spolu s profesorem Jarem Křivohlavým napsali a vydali knihu Poslední úsek cesty (1995)
- I pro tebe je naděje; vydala Synodní rada ČCE v r. 1984
- I dla ciebie istnieje nadzieja; vydáno v Polsku
- Slovenské evangelizační středisko uveřejnilo 14 jeho přednášek
- Je autorem několika brožur a letáků Brněnské tiskové misie